# Mau Mau Maria
Mau Mau Maria é um filme português do género de comédia, realizado por José Alberto Pinheiro e produzido por Marta Gomes. Estreou-se em Portugal a 30 de outubro de 2014.

## Sinopse
Depois de um acontecimento trágico, os irmãos Maria Gonzaga são confrontados com uma imposição do pai que lhes valerá a herança da família: têm sete semanas para cada um encontrar uma mulher que agrada ao pai. Pedro Maria entra em pânico e desabafa com Luísa, a sua melhor amiga, que inicia a missão de encontrar o par perfeito para o amigo. António Maria dá início a uma busca, acabando por se envolver em confusões e com uma criminosa. João Maria não faz grandes planos mas acaba por esbarrar com uma deslumbrante mulher.

## Elenco
- António Raminhos como António Maria Bento de Mello Gonzaga
- Eduardo Madeira como João Maria Bento de Mello Gonzaga
- José Pedro Gomes como Faustino Maria Gonzaga
- Marco Horácio como Pedro Maria Bento de Mello Gonzaga
- Margarida Moreira como Madalena Silva
- Rita Camarneiro como Luísa Bernardes
- São José Correia como Sofia Parente
- Victor de Sousa como Vicente
- Ana Varela como Samantha
- Débora Monteiro como Fabiana
- Diana Chaves como Victoria
- Inês Aires Pereira como Jessica
- Inês Castel-Branco como Joaninha
- João Castro como Bruno
- João Pedro Correia como Meireles
- Jorge Mota como padre
- Luis Filipe Borges como patrão
- Maria Botelho Moniz como Beatriz
- Pedro Diogo como Roberto
- Pedro Ribeiro como Paulo
- Rui Reininho como ele mesmo